# Öhlins
Ne doit pas être confondu avec Ohlin.

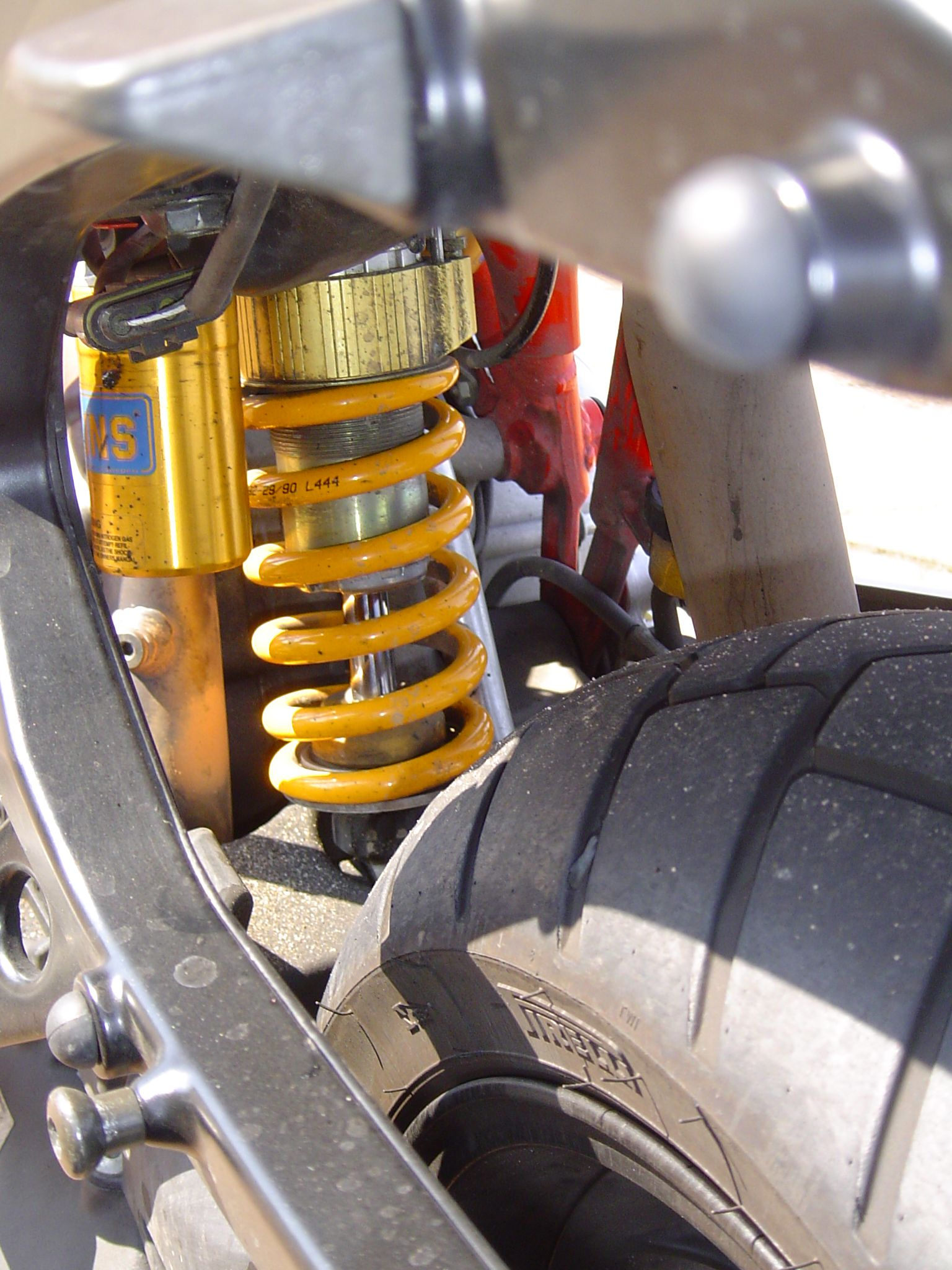
Des suspensions de la marque montées sur une Ducati

Öhlins, ou Öhlins Racing AB, est une société suédoise basée à Upplands Väsby, dans le sud du pays, spécialisée dans les systèmes de suspension. La marque est réputée, notamment grâce à son implication en compétition de très haut niveau, comme en MotoGP, en Superbike ou en WTCC.

## Historique
La compagnie a été fondée par Kenth Öhlin en 1976.